# سد مرجة سيدي عابد
سد مرجة سيدي عابد يقع السد ببلدية مرجة سيدي عابد بولاية غليزان حيث ثالث سد بالولاية ويتربع على مساحة 1000 هآ ويضم 30 نوع من الحيوانات مثل طائر النحام الوردي

## وصف

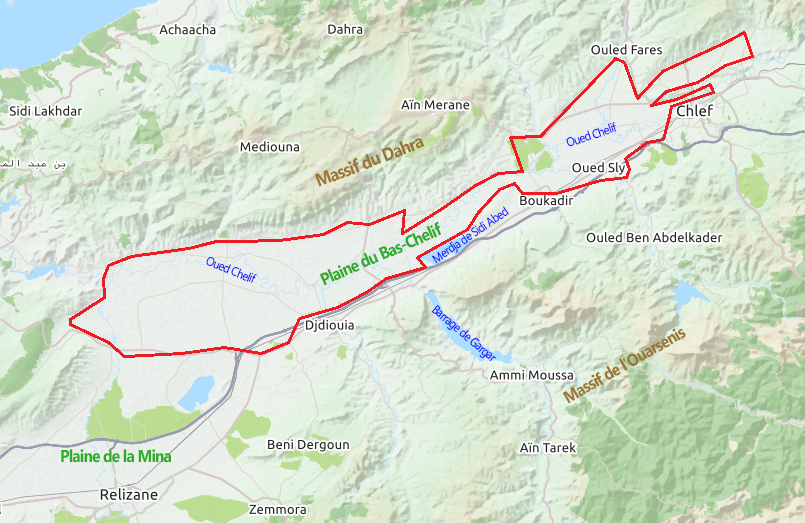
سهل الشلف السفلي

السد عبارة عن خزان يتم تزويده من جهة بقناة جاذبية يصل ارتفاعها إلى 64.20 ومن جهة أخرى محطة ضخ مجهزة بـ 04 مضخة بسعة كل منها 1.75 م 3 / ثانية تضخ المياه من قناة تسمى الجذع المشترك يتغذى من قبل الشلف في سد بوقادير الواقع على بعد حوالي 10 كم من المنبع من موقع المرجة.
يجعل من الممكن تخزين جزء من المياه غير المنظمة لوادي الشلف في الشتاء وري سهل الشلف السفلي عن طريق تحويل المياه المتداولة في القناة (اللب المشترك) عن طريق الجاذبية. الحجم المنتظم هو 45 Hm3 في السنة.

## نشاطات إقتصادية
تقام العديد من الانشطة الإقتصادية بالسد حيث لجأ العديد من المستثمرين الخواص لبعث مشاريع خاصة بتربية الجمبري بشراكة جزائرية أمريكية وخصصت حوالي 18 هآ للمشروع

## تهديدات
- كثرة الوحل والطمي في السد إذ بلغ 5 مليون كم مكعب [2][3]

## وصلة خارجية
- ريبورتاج | مرجة سيدي عابد.. جنة فوق الأرض خارج التصنيف
- ثروة بحرية تسيل لعاب الأمريكيين